# Пивец, Александра
Александра Пивец (словен. Aleksandra Pivec, род. 26 марта 1972, Птуй, СФРЮ) — словенский политический и государственный деятель. Председатель партии Наша страна с 20 марта 2021 года. Доктор философии по химической инженерии. В прошлом — председатель Демократической партии пенсионеров Словении (DeSUS, 2020), министр сельского хозяйства, лесного хозяйства и продовольствия (2018—2020).

## Биография
Родилась 26 марта 1972 года в городе Птуй.
В 1999 году окончила факультет химии и химической технологии Люблянского университета. В 2005 году получила там же докторскую степень по химической инженерии за работу по оптимизации процессов брожения вина. Работала на факультете, который окончила. Работала 17 лет экспертом-исследователем в научно-исследовательском центре Бистрица в городе Птуй. Принимала участие в разработке местных, региональных и государственных стратегических документов, разработке, управлении и координации государственных и международных проектов развития, а также научно-прикладных проектов и стремилась к созданию синергетического эффекта и передаче знаний от научно-исследовательских институтов к экономике. В течение шести лет возглавляла научно-исследовательский центр Бистрица. В связи с большим количеством запланированных и реализованных проектов, в которых она участвовала, она очень хорошо знакома с методами работы как европейских, так и государственных институтов и освоением средств Европейского союза.
С сентября 2016 года по сентябрь 2018 года она работала в правительственном учреждении для словенцев за рубежом, где была назначена статс-секретарем в июле 2017 года. Она отвечала за развитие и поддержку синергии между интересами и деятельностью словенцев за рубежом и их родиной и соотечественниками в области культуры, образования, экономики, молодежной деятельности и сотрудничества с Европейским союзом.
13 сентября 2018 года получила портфель министра сельского хозяйства, лесного хозяйства и продовольствия кабинете Шареца во главе с премьер-министром Марьяном Шарецем. Сохранила должность министра сельского хозяйства, лесного хозяйства и продовольствия в правительстве во главе с премьер-министром Янезом Яншей, сформированном 13 марта 2020 года.
18 января 2020 года избрана председателем на съезде Демократической партии пенсионеров Словении.
В середине лета 2020 года подверглась публичной критике за переплетение работы и личных обязательств во время визитов на плато Карст и в Изолу, находящуюся на побережье Адриатического моря. Пивец опровергла обвинения, но парламентская фракция DeSUS потребовала её ухода с поста председателя партии. Исполняющим обязанности председателя 9 сентября стал министр здравоохранения Томаж Гантар. 21 сентября оппозиция призвала премьера Янеза Янши освободить Пивец от должности министра сельского хозяйства. 26 сентября совет DeSUS на заочном заседании поддержал этот призыв. На заседании правительства 29 сентября Александра Пивец объявила премьер-министру Янезу Янше, что не намерена уходить в отставку. 5 октября 2020 года, на внеочередной сессии Государственного собрания, перед голосованием по предложению премьера Янеза Янши об увольнении министра сельского хозяйства Александры Пивец, она подала в отставку. Также Пивец объявила о выходе из DeSUS. Ранее Пивец объявляла о намерении баллотироваться на пост председателя DeSUS на партийном собрании в ноябре. 16 октября в должность министра сельского хозяйства вступил Йоже Подгоршек.
20 марта 2021 года в Мариборе прошёл учредительный съезд партии «Наша страна» (Naša dežela). В связи с пандемией COVID-19 съезд состоялся в режиме видеоконференции. Александра Пивец избрана председателем.